# Titus Aelius Veranus
Titus Aelius Veranus war ein im 1. und 2. Jahrhundert n. Chr. lebender Angehöriger der römischen Armee. Er ist durch eine Inschrift und ein Militärdiplom bekannt.
Durch eine Inschrift auf einem Grabstein, der bei der ungarischen Gemeinde Levél als Spolie gefunden wurde, ist belegt, dass Veranus ein Veteran der ala prima Aravacorum war, die in der Provinz Pannonia superior stationiert war. Der Grabstein wurde von seinem Sohn Titus Aelius Avitus für seinen Vater und seine Mutter Aelia Vinilla errichtet. Durch den Gentilnamen Aelius/Aelia und das Praenomen Titus wird deutlich, dass die Familie das römische Bürgerrecht durch Antoninus Pius (138–161) erhalten hat.
Diese Verleihung des römischen Bürgerrechts an Veranus ist darüber hinaus durch ein fragmentarisch erhaltenes Militärdiplom belegt, das bei Carnuntum (Bad Deutsch-Altenburg) gefunden wurde und das auf den Zeitraum zwischen Juli 138 und Dezember 140 datiert werden kann. Durch das Fragment ist nachgewiesen, dass ein Veranus zusammen mit seiner Ehefrau Vinilla, seinem Sohn Avitus und mindestens einem weiteren Kind das Bürgerrecht erhielt. Nach seiner Entlassung aus der Armee dürfte Veranus mit seiner Familie in der Gegend von Carnuntum gelebt haben, wo das Diplom gefunden wurde.
Die Lebensdaten von Veranus können wie folgt abgeschätzt werden: vermutlich wurde er im Alter von etwa 20 Jahren rekrutiert und nach der üblichen Dienstzeit von 25 Jahren um 138/140 entlassen. Aus der Inschrift geht hervor, dass er im Alter von 60 Jahren starb; daher dürfte dies vermutlich um 153/155 gewesen sein.